# Deformidad

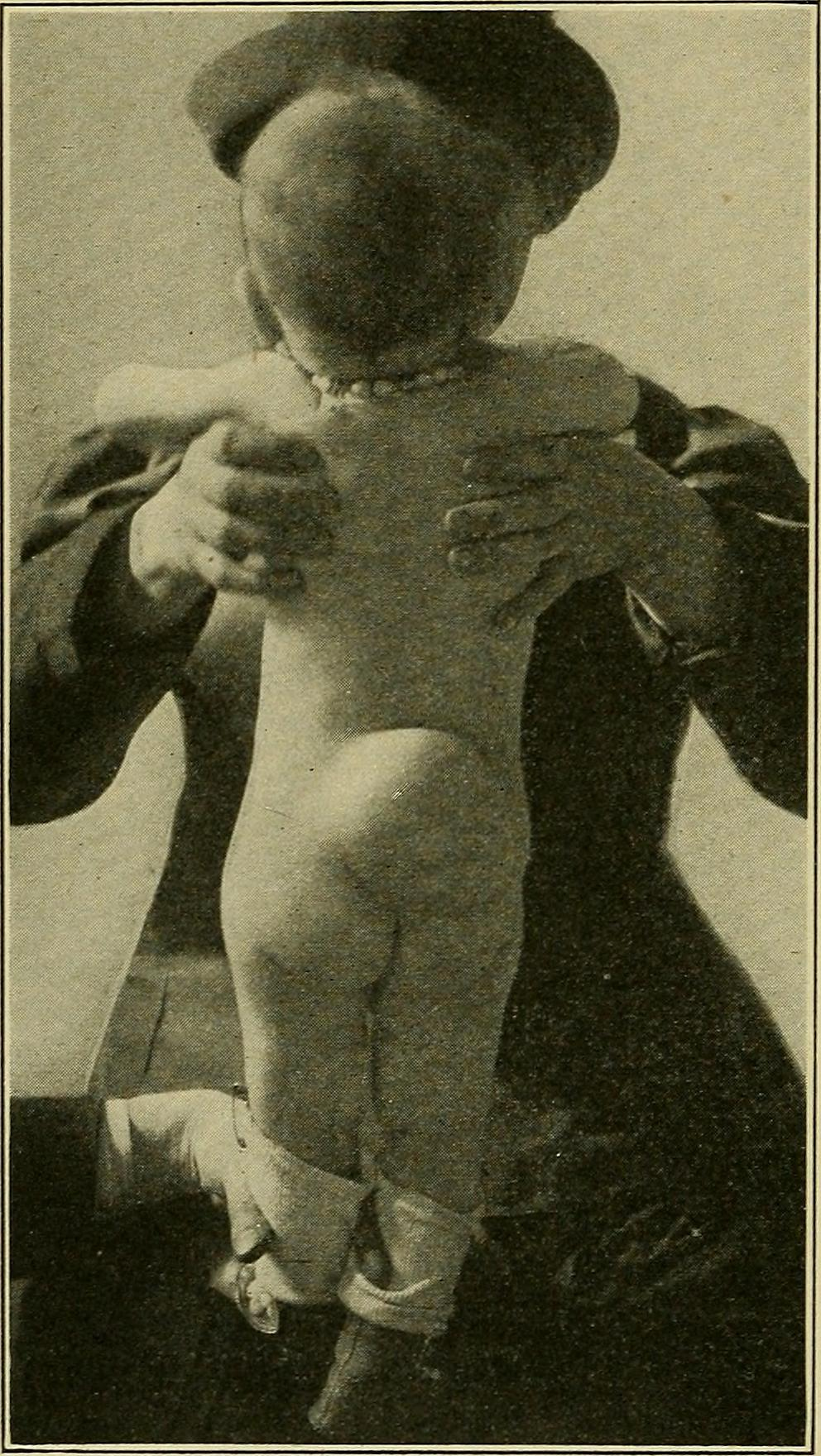
La espina bífida es una malformación congénita en la que existe un cierre incompleto del tubo neural al final del primer mes de vida embrionaria y posteriormente, el cierre incompleto de las últimas vértebras.

Una deformidad o malformación es una diferencia notable en la forma del cuerpo o parte del cuerpo, u órgano del cuerpo (interno o externo) comparada con la forma promedio de la parte en cuestión. El 3% de los recién nacidos en el mundo nacen con una malformación desde muy leve hasta muy grave.

## Deformidades comunes

### En extremidades
- amelia
- meromelia
- focomelia
- micromelia
- polidactilia
- sindactilia
- mano en pinza de langosta
- ectrodactilia
- acromegalia
- acondroplasia

## Causas
La mayoría de malformaciones congénitas tienen causas genéticas y ambientales que actúan al mismo tiempo. Pueden ser parte de un síndrome genético, ser producidas por una sustancia teratogénica (factor que causa daño al feto: químico, físico o infeccioso) o en la mayoría de los casos por causas desconocidas.
- Mutaciones genéticas
- Daño al feto o útero.
- Complicaciones en el parto
- Un crecimiento o desorden hormonal
- Una cirugía reconstructiva seguida a una herida severa (ej. quemaduras de tercer grado)
- Artritis y otros desórdenes reumatoides

Referente a las deformaciones atribuidas a causas míticas podemos mencionar al Guallipén de la mitología Mapuche, ser que provocaría malformaciones a los bebes de humanos y animales. Referentes a criaturas míticas con deformaciones, se postula que pueden haber sido creadas debido a la observacíón de un síndrome de deformación real, por ejemplo podemos mencionar que en la mitología irlandesa están presentes los fomorios, descritos como criaturas deformes que poseen sólo una de las partes que normalmente se poseen por pares, como son los ojos, brazos, piernas, etc., o con miembros más grandes de lo normal.
Así también otro factor determinante en las malformaciones, que son mayormente frecuentes en los primeros tres meses de gestación, es causado por radiaciones, como pueden ser: radiaciones nucleares, radiociones frecuentes de un "horno de microondas" ondas magnéticas, y radiaciones nucleares, que según su intensidad y frecuencia son los graves daños que el feto puede presentar en su nacimiento